# Korotice
Korotice (německy Korutitz) jsou malá vesnice, část obce Úmonín v okrese Kutná Hora. Nachází se asi 2,5 kilometru jižně od Úmonína. Protéká tudy Opatovický potok, který je pravostranným přítokem říčky Vrchlice. Korotice je také název katastrálního území o rozloze 3,55 km².

## Historie
První písemná zmínka o vesnici pochází z roku 1382.

## Fotogalerie

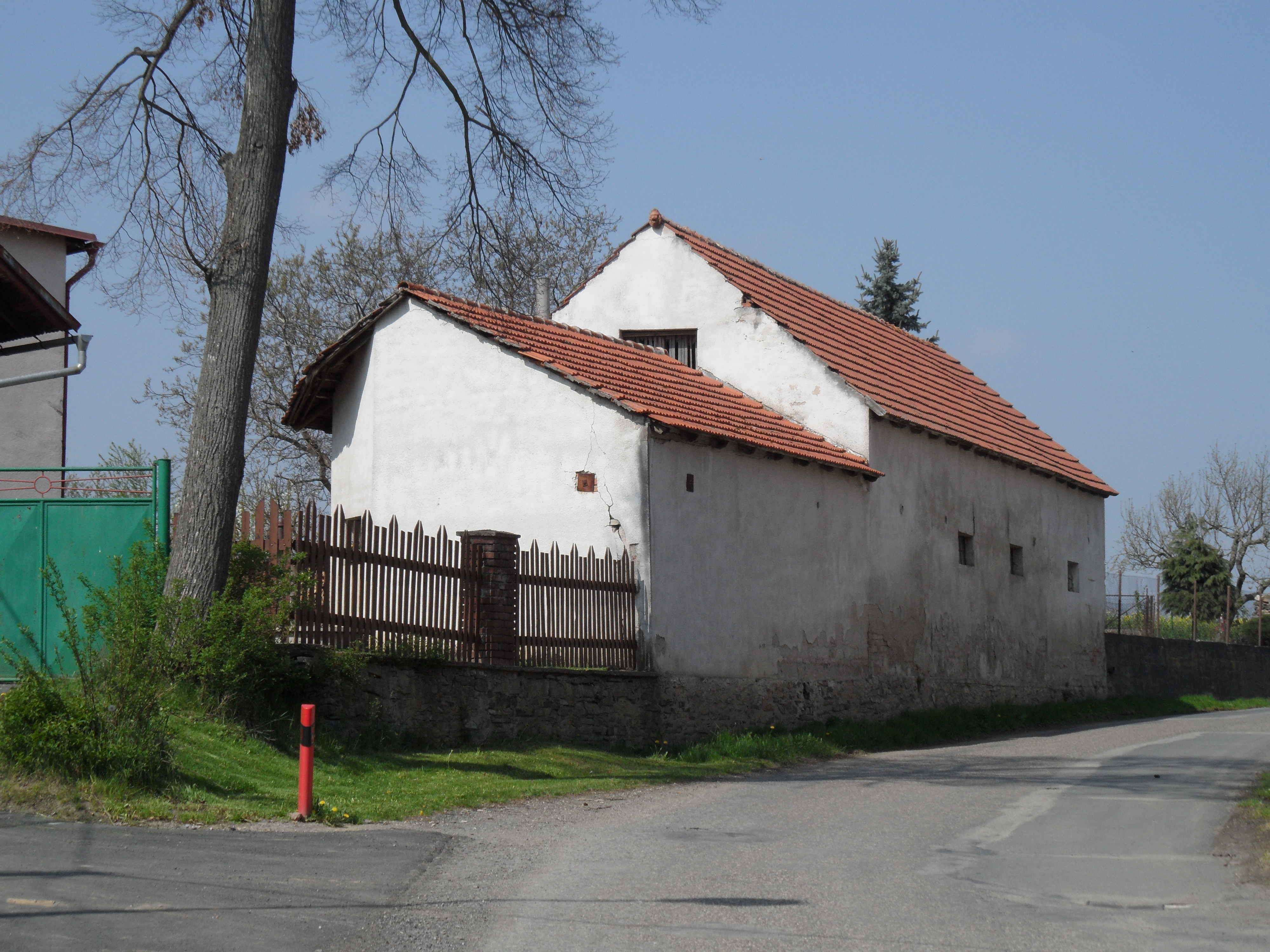
Stavení u silnice k Březové
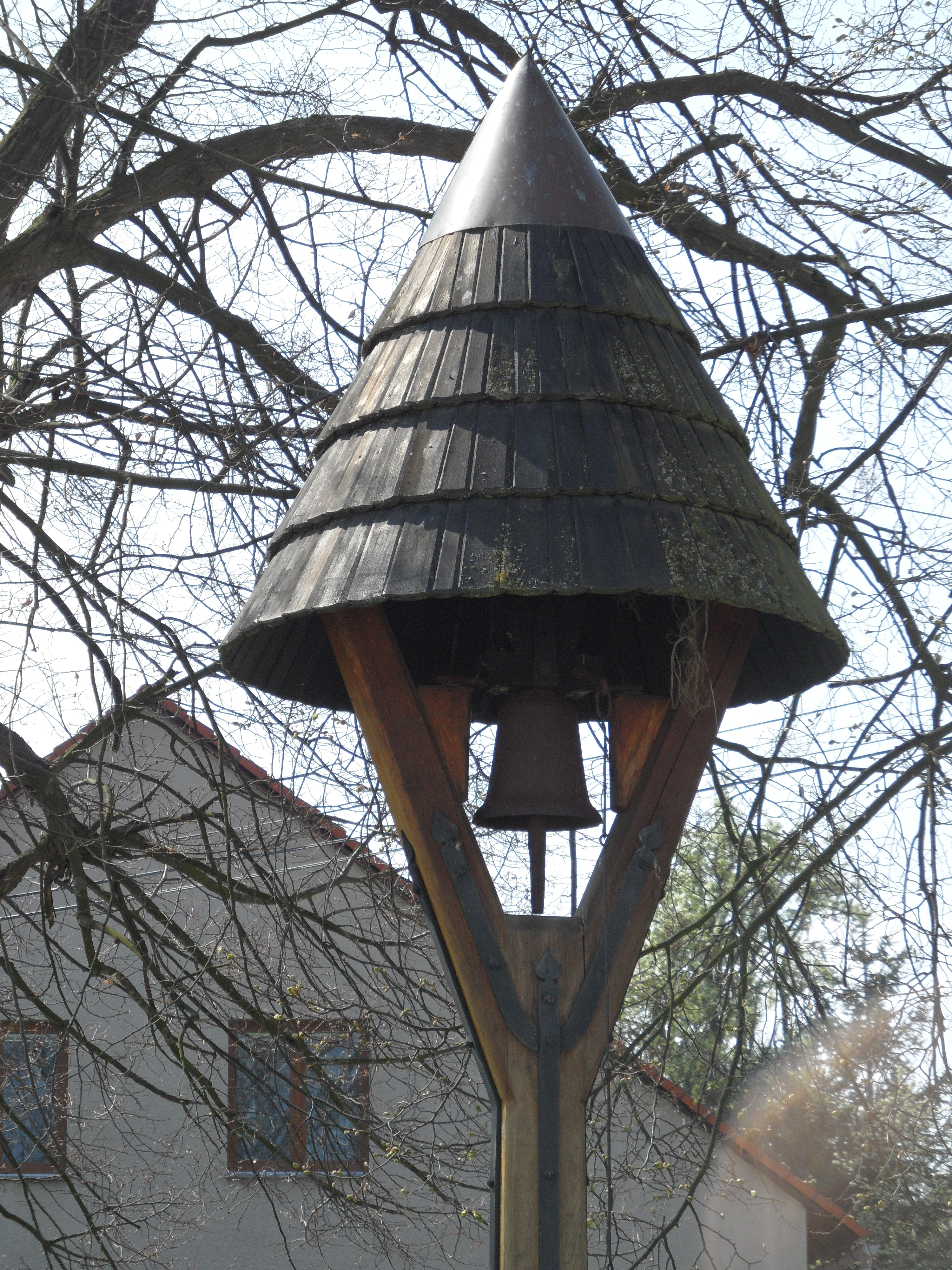
Detail zvoničky
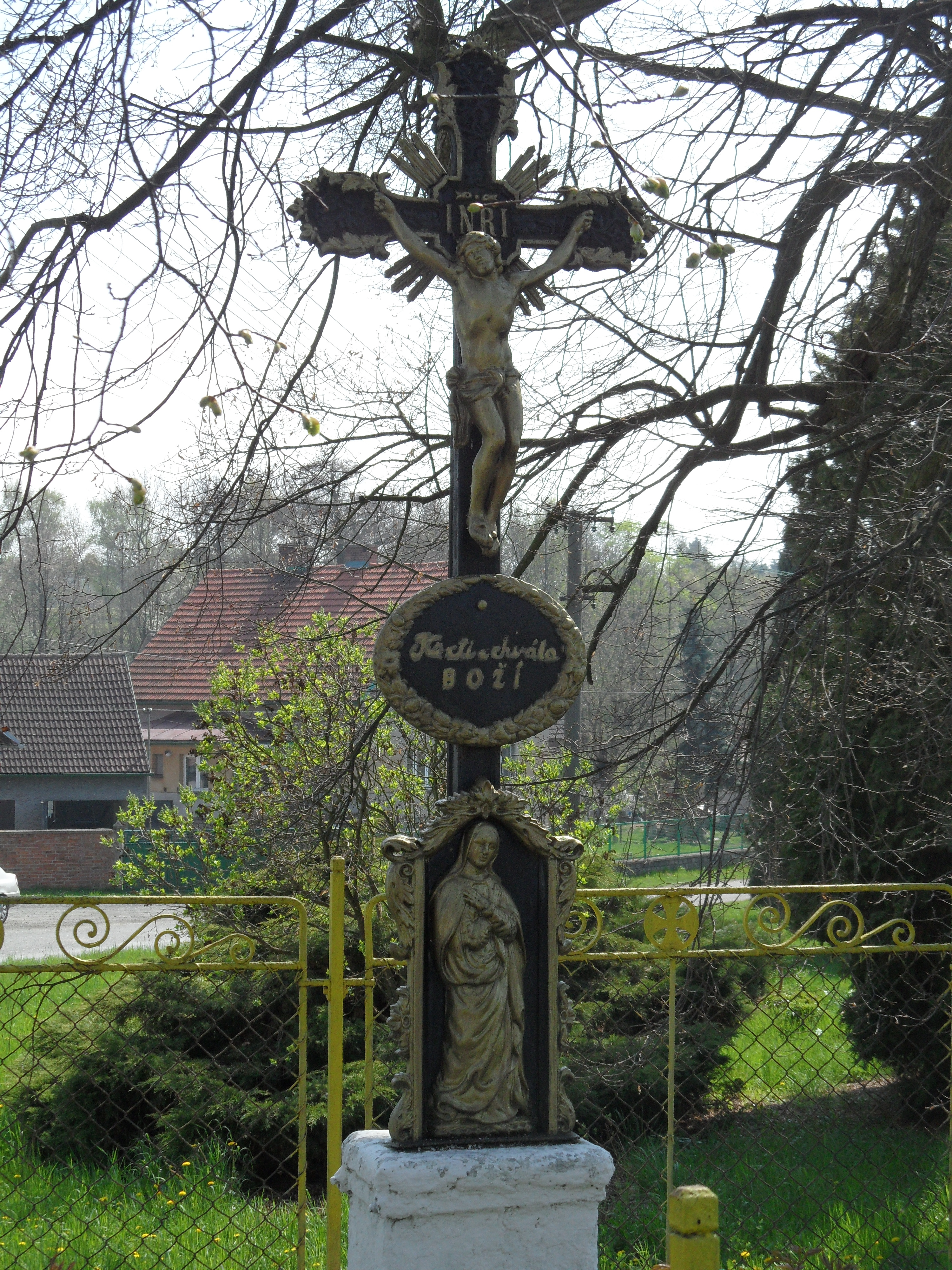
Detail křížku
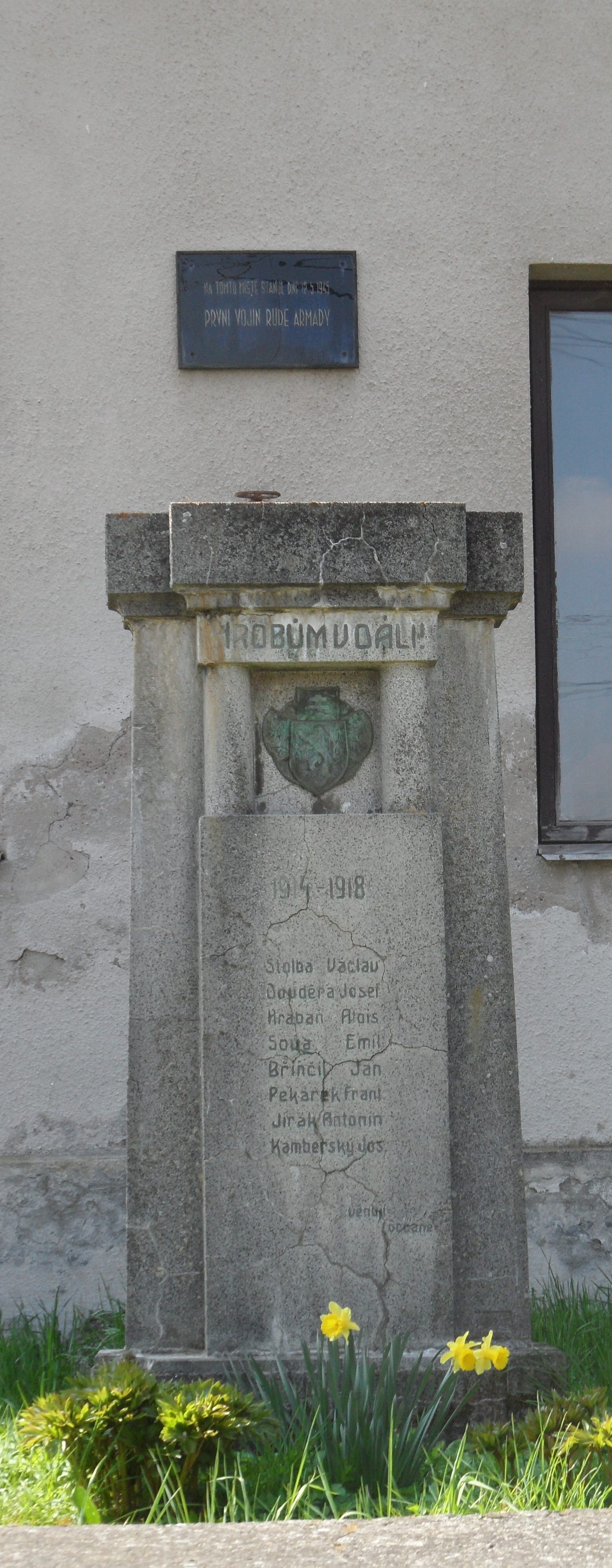
Památník obětem první světové války a pamětní deska druhé světové války